# Camponotus cruentatus
Camponotus cruentatus es una especie de insecto del orden Hymenoptera y de la familia Formicidae (hormigas). Es una de las especies de mayor tamaño de Europa. Su coloración es una combinación de negro mate y rojo granate, variable. Es polimórfica (tamaños y otros rasgos variados en cada una de las castas). 
Su distribución es circunmediterránea, en la zona occidental, tanto en el sur de Europa como en el Magreb. En la España peninsular está ampliamente repartida, siendo más escasa en el cuadrante noroeste y alcanzando sus óptimos en encinares, pinares y romerales secos de los pisos termo y mesomediterráneo. Son capaces de forrajear con temperaturas tan elevadas como 48 °C. Se desplaza con parsimonia.
A diferencia de otros congéneres más lignícolas, sus típicos hormigueros suelen ser bajo tierra y especialmente bajo grandes piedras en terreno seco. Aprovechan esas piedras soleadas como radiadores de calor y así estimulan el crecimiento y maduración de sus huevos y larvas.
Las colonias son de fundación independiente. Esto quiere decir que después del vuelo nupcial, que en España suele tener lugar en septiembre, una sola reina se entierra y cría a sus primeras obreras, que a su vez ayudan posteriormente a sacar adelante a las sucesivas generaciones. Son monogínicas (una sola reina por colonia). Es una especie muy agresiva, sobre todo en la defensa del territorio e intraespecificamente. Su alimentación se basa principalmente en secreciones de áfidos y en pequeños artrópodos muertos.
En un estudio realizado en Canet de Mar se puso de manifiesto que el patrón de actividad de esta especie varía considerablemente según la época del año: desde principio de marzo su actividad es exclusivamente diurna y más o menos constante a lo largo del día. Poco a poco la curva se introduce en el período nocturno, hasta que en los meses de junio, julio y agosto la actividad de la especie se hace continua durante las 24 horas del día. Desde finales de septiembre la actividad vuelve a ser únicamente diurna y progresivamente la recolección disminuye hasta el inicio de la hibernación, a finales de noviembre. El área de recolección de esa colonia midió 230 m².